# Mark Lenzi
Mark Edward Lenzi (Huntsville, 4 de Julho de 1968, Greenville, 09 de Abril de 2012) foi um saltador ornamental estadunidense, campeão olímpico em Barcelona-92.

## Conquistas
- 1991 - O primeiro atleta da história a alcançar uma pontuação superior a 100 pontos num salto.[2]

### Jogos Pan-Americanos
- 1991 -  Medalha de Ouro — Saltos Ornamentais: Trampolim de 1 metro

### Campeonato Mundial de Esportes Aquáticos
- 1991 -  Medalha de Prata — Saltos Ornamentais: Trampolim de 1 metro

### Jogos Olímpicos
- 1992 -  Medalha de Ouro — Saltos Ornamentais: Trampolim de 3 metros
- 1996 -  Medalha de Bronze - Saltos Ornamentais: Trampolim de 3 metros